# Godzieszów
Godzieszów (niem. Günthersdorf) – wieś w Polsce położona w województwie dolnośląskim, w powiecie bolesławieckim, w gminie Nowogrodziec. W latach 1975–1998 miejscowość administracyjnie należała do województwa jeleniogórskiego.

## Położenie
Godzieszów to średniej wielkości wieś o długości około 3 km, leżąca na Pogórzu Izerskim, na północnym skraju Wysoczyzny Siekierczyńskiej, na niewielkiej Równinie Godzieszowa, na wysokości około 230–245 m n.p.m.

## Historia
Dawna enklawa czeska związana z dobrami we Frydlancie.

## Zabytki
Do wojewódzkiego rejestru zabytków wpisane są obiekty:
- drewniany dom nr 121 z XVIII wieku,
- dom nr 146 z XIX/XX wieku.
- kościół pw. Wniebowzięcia NMP wybudowany przed 1420, przebudowany w latach 1832-1833. W wyposażeniu kamienna, renesansowa chrzcielnica i obrazy[5].
- przy drodze łączącej Bolesławiec ze Zgorzelcem kamienny "stół Napoleona".